# Tratado anglo-japonés de comercio y navegación

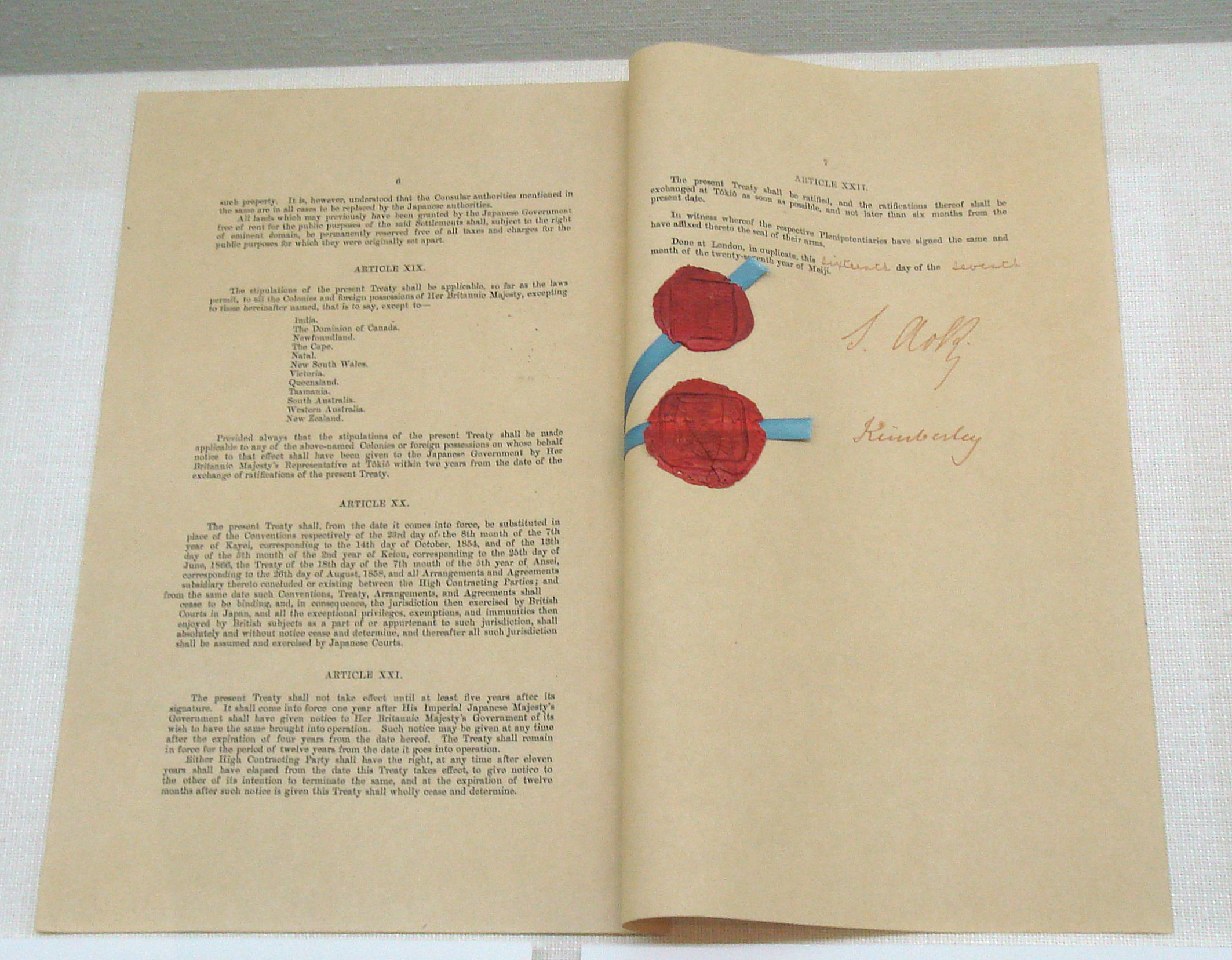
Tratado anglo-japonés de comercio y navegación, 16 de julio de 1894.

El Tratado anglo-japonés de comercio y navegación (日英通商航海条約, Nichi-Ei Tsūshō Kōkai Jōyaku) firmado por Gran Bretaña y Japón, el 16 de julio de 1894, fue un acuerdo decisivo; anunció el fin de los tratados desiguales y el sistema de extraterritorialidad en Japón. El tratado entró en vigor el 17 de julio de 1899.
A partir de esa fecha, los sujetos británicos en Japón estaban sujetos a las leyes japonesas en lugar de las leyes británicas. La jurisdicción de la Corte Suprema Británica para China y Japón, la Corte Británica para Japón bajo ella y los tribunales consulares en cada puerto del tratado cesaron en esa fecha, excepto por los casos pendientes que se les permitió continuar. Los sujetos británicos a partir de esa fecha quedaron sujetos a la jurisdicción de los tribunales japoneses.
Otros países pronto siguieron su ejemplo y el sistema de leyes separadas, que regía a todos los extranjeros que estaban obligados a residir en los puertos del tratado, fue abolido.
Se puede encontrar una copia del tratado en la base de datos de tratados del Foreign Office.
El tratado fue firmado en Londres por John Wodehouse, primer conde de Kimberley para Gran Bretaña y el vizconde Aoki Shūzō para Japón. Era una condición previa necesaria para la alianza anglo-japonesa de 1902, ya que no se puede formar una alianza entre partes contratantes desiguales. Uno de los contribuyentes importantes a las negociaciones que condujeron al tratado fue el ministro Hugh Fraser, quien murió en Tokio aproximadamente un mes antes de que se concluyera el tratado. Otro fue John Harington Gubbins.